# RDM1
RDM1 (англ. RAD52 motif containing 1) – білок, який кодується однойменним геном, розташованим у людей на 17-й хромосомі. Довжина поліпептидного ланцюга білка становить 284 амінокислот, а молекулярна маса — 31 970.
| 10         |  | 20         |  | 30         |  | 40         |  | 50         |
| ---------- |  | ---------- |  | ---------- |  | ---------- |  | ---------- |
| MAELVPFAVP |  | IESDKTLLVW |  | ELSSGPTAEA |  | LHHSLFTAFS |  | QFGLLYSVRV |
| FPNAAVAHPG |  | FYAVIKFYSA |  | RAAHRAQKAC |  | DRKQLFQKSP |  | VKVRLGTRHK |
| AVQHQALALN |  | SSKCQELANY |  | YFGFNGCSKR |  | IIKLQELSDL |  | EERENEDSMV |
| PLPKQSLKFF |  | CALEVVLPSC |  | DCRSPGIGLV |  | EEPMDKVEEG |  | PLSFLMKRKT |
| AQKLAIQKAL |  | SDAFQKLLIV |  | VLESGKIAVE |  | YRPSEDIVGV |  | RCEEELHGLI |
| QVPCSPWKQY |  | GQEEEGYLSD |  | FSLEEEEFRL |  | PELD       |  |            |

A: Аланін

C: Цистеїн

D: Аспарагінова кислота

E: Глутамінова кислота

F: Фенілаланін

G: Гліцин

H: Гістидин

I: Ізолейцин

K: Лізин

L: Лейцин

M: Метіонін

N: Аспарагін

P: Пролін

Q: Глутамін

R: Аргінін

S: Серин

T: Треонін

V: Валін

W: Триптофан

Задіяний у такому біологічному процесі, як альтернативний сплайсинг. 
Білок має сайт для зв'язування з ДНК, РНК. 
Локалізований у цитоплазмі, ядрі.